# Azuaga
Azuaga je španělské město situované v provincii Badajoz (autonomní společenství Extremadura).

## Poloha
Obec sousedí s hranicí pohoří Sierra Morena a je situována uprostřed okresu Campiña Sur a soudním okresu Llerena. Prochází jí silnice N-432. Obec je vzdálena 145 km od Badajozu, 125 km od Córdoby a 140 km od Sevilly. V obci bylo nádraží dnes zrušené úzkorozchodné trati Peñarroya – Fuente del Arco.

## Odkazy

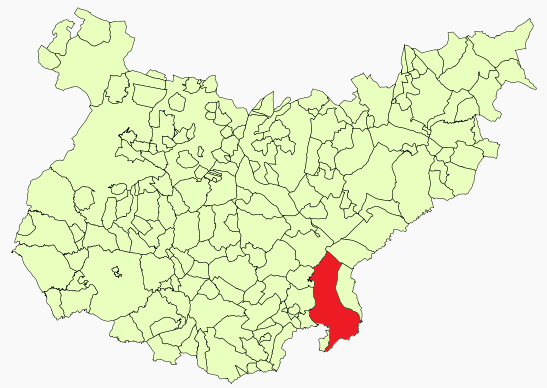
Poloha obce v provincii Badajoz

## Historie
V roce 1594 tvořila obec část provincie León de la Orden de Santiago a čítala 1 208 obyvatel. V roce 1834 se obec stává součástí soudního okresu Llerena. V roce 1842 čítala obec 1 146 usedlostí a 4 500 obyvatel.

## Demografie
| Populace obce Azuaga z let (1842–2010) | Populace obce Azuaga z let (1842–2010) | Populace obce Azuaga z let (1842–2010) | Populace obce Azuaga z let (1842–2010) | Populace obce Azuaga z let (1842–2010) | Populace obce Azuaga z let (1842–2010) | Populace obce Azuaga z let (1842–2010) | Populace obce Azuaga z let (1842–2010) | Populace obce Azuaga z let (1842–2010) | Populace obce Azuaga z let (1842–2010) | Populace obce Azuaga z let (1842–2010) | Populace obce Azuaga z let (1842–2010) | Populace obce Azuaga z let (1842–2010) | Populace obce Azuaga z let (1842–2010) | Populace obce Azuaga z let (1842–2010) | Populace obce Azuaga z let (1842–2010) | Populace obce Azuaga z let (1842–2010) | Populace obce Azuaga z let (1842–2010) |
| -------------------------------------- | -------------------------------------- | -------------------------------------- | -------------------------------------- | -------------------------------------- | -------------------------------------- | -------------------------------------- | -------------------------------------- | -------------------------------------- | -------------------------------------- | -------------------------------------- | -------------------------------------- | -------------------------------------- | -------------------------------------- | -------------------------------------- | -------------------------------------- | -------------------------------------- | -------------------------------------- |
| 1842                                   | 1857                                   | 1860                                   | 1877                                   | 1887                                   | 1897                                   | 1900                                   | 1910                                   | 1920                                   | 1930                                   | 1940                                   | 1950                                   | 1960                                   | 1970                                   | 1981                                   | 1991                                   | 2001                                   | 2010                                   |
| 4 500                                  | 6 647                                  | 6 738                                  | 8 029                                  | 8 253                                  | 9 834                                  | 14 192                                 | 14 915                                 | 16 577                                 | 17 352                                 | 16 453                                 | 17 669                                 | 16 306                                 | 11 171                                 | 9 734                                  | 9 956                                  | 8 465                                  | 8 303                                  |